# Imperiul contraatacă
Imperiul contraatacă (cunoscut ulterior și ca Războiul stelelor - Episodul V: Imperiul contraatacă) este un film american științifico-fantastic de epopee spațială din 1980 regizat de Irvin Kershner. Scenariu, bazat pe o povestire de George Lucas, a fost scris de Leigh Brackett și Lawrence Kasdan. A fost al II-lea film lansat din seria (și din prima trilogie originală) Războiul stelelor, după Războiul stelelor (1977), fiind urmat de Întoarcerea lui Jedi (1983). Distribuția filmului include actorii Mark Hamill, Harrison Ford, Carrie Fisher, Billy Dee Williams, Anthony Daniels, David Prowse, Kenny Baker, Peter Mayhew și Frank Oz.
După o bătălie importantă dintre Alianța Rebelă și Imperiul Galactic folosind vehiculele AT-AT pe planeta de gheață Hoth, Luke Skywalker începe să se antreze cu Maestrul Yoda pe Planeta Dagobah pentru a deveni un Cavaler Jedi ca să-l învingă pe Darth Vader, în timp ce ceilalți se ascund într-un asteroid și după ajung pe Planeta Bespin în Orașul Norilor unde ar trebui să aibă protecția lui Lando Calrissian (vechiul prieten al lui Han Solo și Chewbacca) pentru că Darth Vader și vânătorul de recompense Boba Fett îl urmăresc pe Han Solo în întreaga galaxie!
Filmul a fost influențat de Bătălia din Ardeni și de filmul despre această bătălie.

## Prezentare
„Cu mult timp în urmă într-o galaxie foarte, foarte îndepărtată... Este o perioadă neagră pentru Rebeliune. Deși Steaua Morții a fost distrusă, trupele imperiale au alungat forțele rebele din baza lor secretă urmărindu-i prin toată galaxia. Scăpând de temuta Flotă Imperială, un grup de luptători pentru liberate conduși de Luke Skywalker au stabilit o nouă bază secretă pe îndepărtata lume de gheață a planetei Hoth. Maleficul lord Darth Vader, obsedat de găsirea tânărului Skywalker, a trimis mii de sonde teleghidate în cele mai îndepărtate colțuri ale spațiului...”—Începutul filmului
La trei ani după distrugerea Stelei Morții, flota imperială, condusă de Darth Vader, trimite sonde droizi prin galaxie pentru a localiza Alianța Rebelă a Prințesei Leia. O sondă localizează baza de pe planeta de gheață Hoth. În timp ce investighează sonda, un wampa îl prinde pe Luke Skywalker, dar el scapă folosind Forța pentru a-și recupera sabia laser și a răni fiara. Înainte de a ceda hipotermiei, spiritul Forței al mentorului său decedat, Obi-Wan Kenobi, îl instruiește să meargă pe planeta mlaștină Dagobah pentru a se antrena ca un Cavaler Jedi cu un Maestru Jedi pe nume Yoda. 
Alertat de localizarea rebelilor, Imperiul lansează un atac la scară largă folosind „AT-AT walker” pentru a captura baza, forțându-i pe rebeli să evacueze. Han și Leia scapă împreună cu C-3PO și Chewbacca la bordul Millennium Falcon, dar hipermotorul navei nu funcționează. Se ascund într-un câmp de asteroizi, unde Han și Leia se apropie sentimental unul de celălalt în timp ce tensiunile cresc. Vader cheamă mai mulți vânători de recompense, inclusiv pe Boba Fett, pentru a localiza Millennium Falcon. Scăpând de flota imperială, grupul lui Han călătorește în Orașul Norilor plutitor de pe planeta Bespin, care este guvernat de vechiul său prieten Lando Calrissian. Fett îi urmărește în oraș, iar Vader îl forțează pe Lando să predea grupul Imperiului, știind că Luke le va veni în ajutor. 
Între timp, Luke călătorește cu R2-D2 în avionul său de luptă X-wing pe Dagobah, unde se prăbușește. Îl întâlnește pe Yoda, o creatură mică care îl acceptă fără tragere de inimă ca ucenic Jedi după ce a discutat cu spiritul lui Obi-Wan. Yoda îl antrenează pe Luke să stăpânească partea luminoasă a Forței și să reziste emoțiilor negative care îl vor seduce în partea întunecată, așa cum l-au atras pe Vader. Cu toate acestea, Luke se luptă să-și controleze furia și impulsivitatea și nu reușește să înțeleagă natura și puterea Forței până când îl vede pe Yoda că o folosește pentru a ridica telekinetic avionul său de luptă fără efort din mlaștină. Luke experimentează o presimțire cu Han și Leia în agonie și, în ciuda protestelor lui Obi-Wan și Yoda, abandonează antrenamentul pentru a-i salva. Deși Obi-Wan crede că Luke este singura lor speranță, Yoda afirmă că „mai există o alta”.
Leia își mărturisește dragostea pentru Han înainte ca Vader să-l înghețe în carbonit pentru a testa dacă procesul îl va întemnița în siguranță pe Luke. Han supraviețuiește și este dat lui Fett, care intenționează să-și colecteze recompensă de la Jabba the hutt. Lando îi eliberează pe Leia și Chewbacca, dar este prea târziu pentru a opri nava lui Fett. Grupul se duce spre Falcon și fuge din oraș. Luke sosește și se luptă cu Vader într-un duel cu sabie laser deasupra tunelului central de aerisire al orașului. Vader îl copleșește pe Luke, tăindu-i mâna dreaptă și lăsându-l fără sabia lui laser. El îl îndeamnă pe Luke să se supună puterii părții întunecate și să-l ajute să-și distrugă stăpânul, Împăratul, astfel încât să poată conduce galaxia împreună. Luke refuză, invocând afirmația lui Obi-Wan că Vader și-a ucis tatăl, determinându-l pe Vader să dezvăluie că este tatăl lui Luke. Disperat, Luke cade în tunelul de aerisire și este aruncat sub orașul plutitor, unde se agață de o antenă. El ajunge prin Forță la Leia, iar Falcon se întoarce să-l salveze. Nave de atac TIE urmăresc grupul, care este aproape capturat de distrugătorul stelar al ui Vader până când R2-D2 reactivează hipermotorul Falcon, permițându-le să scape.
La bordul flotei rebele, o proteză robotică înlocuiește mâna lui Luke. El, Leia, C-3PO și R2-D2 observă cum Lando și Chewbacca pleacă cu Falcon pentru a-l găsi pe Han.

## Distribuție
| Rol                   | Actor              |
| --------------------- | ------------------ |
| Luke Skywalker        | Mark Hamill        |
| Han Solo              | Harrison Ford      |
| Prințesa Leia Organa  | Carrie Fisher      |
| Ben (Obi-Wan) Kenobi  | Alec Guinness      |
| C-3PO                 | Anthony Daniels    |
| R2-D2                 | Kenny Baker        |
| Chewbacca             | Peter Mayhew       |
| Darth Vader           | David Prowse       |
| Vocea lui Darth Vader | James Earl Jones   |
| Împăratul Palpatine   | Clive Revill       |
| Yoda                  | Frank Oz           |
| Lando Calrissian      | Billy Dee Williams |
| Capitanul Piett       | Kenneth Colley     |
| Amiralul Ozzel        | Michael Sheard     |
| Generalul Veers       | Julian Glover      |
| Generalul Rieekan     | Bruce Boa          |
| Dak                   | John Morton        |
| Cal Alder             | Jack Mckenzie      |
| Wedge Antilles        | Denis Lawson       |
| Mayor Bren Derlin     | John Ratzenberger  |